# Reprezentacja Łotwy w piłce wodnej mężczyzn
Reprezentacja Łotwy w piłce wodnej mężczyzn – zespół, biorący udział w imieniu Łotwy w meczach i sportowych imprezach międzynarodowych w piłce wodnej, powoływany przez selekcjonera, w którym mogą występować wyłącznie zawodnicy posiadający obywatelstwo łotewskie. Za jej funkcjonowanie odpowiedzialny jest Łotewski Związek Pływacki (LPF), który jest członkiem Międzynarodowej Federacji Pływackiej.

## Historia
Reprezentacja Łotwy rozegrała swój pierwszy oficjalny mecz w eliminacjach do Mistrzostw Europy.

## Udział w turniejach międzynarodowych

### Igrzyska olimpijskie
Reprezentacja Łotwy żadnego razu nie występowała na Igrzyskach Olimpijskich.

### Mistrzostwa świata
Dotychczas reprezentacji Łotwy żadnego razu nie udało się awansować do finałów MŚ.

### Puchar świata
Łotwa żadnego razu nie uczestniczyła w finałach Pucharu świata.

### Mistrzostwa Europy
Łotewskiej drużynie żadnego razu nie udało się zakwalifikować do finałów ME.